# 2. Sinfonie (Sibelius)
Seine zweite Sinfonie in D-Dur op. 43 begann Jean Sibelius im Winter 1900 in Rapallo und vollendete sie 1902 in Finnland. Die Uraufführung fand am 8. März 1902 mit den Helsinkier Philharmonikern unter der Leitung des Komponisten statt. Nach dieser ersten Aufführung nahm Sibelius, wie schon bei seiner ersten Sinfonie, einige Änderungen vor, und diese revidierte Fassung fand ihre erste Aufführung am 10. November 1903 in Stockholm unter der Leitung von Armas Järnefelt. Die Sinfonie hat eine durchschnittliche Aufführungsdauer von 45 Minuten.
Die erste Schallplattenaufnahme wurde – wie schon bei der ersten Sinfonie – im Mai 1930 vom London Symphony Orchestra unter Robert Kajanus durchgeführt.
Im Jahr 2009 landete die Sinfonie bei dem „ABC Classic 100 Symphony Countdown“ auf dem neunten Platz. 

## Sätze
Die Sinfonie hat nach traditionellem Muster vier Sätze, wobei allerdings der dritte Satz ohne Pause direkt in den vierten übergeht.
1. Allegretto – Poco allegro – Tranquillo, ma poco a poco ravvivando il tempo all’allegro – Poco largamente – Tempo I – Poco allegro
2. Tempo andante, ma rubato – Poco allegro – Molto largamente – Andante sostenuto – Andante con moto ed energico – Allegro – Poco largamente – Molto largamente – Andante sostenuto – Andante con moto ed energico – Andante – Pesante
3. Vivacissimo – Lento e soave – Tempo primo – Lento e soave – (attacca)
4. Finale: Allegro moderato – Moderato assai – Meno moderato e poco a poco ravvivando il tempo – Tempo I – Largamente e pesante – Poco largamente – Molto largamente

Das Werk wächst organisch aus einem aufsteigenden Drei-Noten-Motiv heraus, das man zu Anfang hört und das in zahllosen Verwandlungen durch die gesamte Sinfonie erscheint und auch das dramatische Finale thematisch bestimmt.
Der Reclam-Konzertführer meinte 1965: „Das Werk zeigt alle Vorzüge seines Stils: Kraft, herbe Farbgebung, ernstes Pathos, Naturverbundenheit … Als bedeutend erweist sich Sibelius’ Fähigkeit, aus kleinen Motiven in allmählichem Wachstum große packende Bilder werden zu lassen.“
Barry Millington schrieb 1991 im Beiheft zur Gesamtaufnahme der Sinfonien mit dem Birmingham Symphony Orchestra unter Simon Rattle 1984–88:

„Dass Sibelius’ Zweite Sinfonie besinnlicher, wärmer ist als die freudlose Erste, erklärt sich zumindest teilweise aus seinem Aufenthalt in Italien 1901. Dort beschäftigte ihn ein Werk über die Don-Juan-Legende, das zwar nicht zustande kam, aber schließlich den Stoff für das Hauptthema des langsamen Satzes der Zweiten Sinfonie erstellte. Wie zuvor im Kopfsatz der Ersten, ist auch hier der organische Bau des Werks ganz erstaunlich; indes konnte sich Sibelius, dessen Satztechnik sich ständig entfaltete, hier zu noch höheren Sphären aufschwingen.“

## Rezeption
Diese äußerst populär gewordene Sinfonie ist mit ihrem grandiosen Finale in Finnland immer mit dem Kampf des Landes um seine Unabhängigkeit von Russland verbunden worden. Zeitweise wurde sie die „Sinfonie der Unabhängigkeit“ genannt, vor allem zu jener Zeit, als im damals russisch besetzten Finnland die finnische Sprache und die finnische Kultur unterdrückt wurden. Sibelius’ Haltung zu diesem Thema ist häufig kontrovers diskutiert worden. Einige behaupten, Sibelius hätte nie derartige patriotische Ambitionen bei der Komposition gehabt und sei nur später damit in Zusammenhang gebracht worden. Andere behaupten, er hätte durchaus dieses spezifische Thema der „finnischen Unabhängigkeit“ im Kopf gehabt.